# Luděk Pešek
Luděk Pešek (26. dubna 1919 Kladno – 4. prosince 1999 Stäfa, Švýcarsko) byl český malíř, spisovatel, fotograf a ilustrátor.

## Život
Ve třech letech se s rodiči přestěhoval do Ostravy, kde strávil dětství a vystudoval gymnázium. Peškovým vyvoleným místem byly Malenovice v Beskydech, kde každý rok trávil prázdniny. Velmi obdivoval Lysou horu a jeho snem bylo vystoupit na Kilimandžáro. Jeho malířský a literární talent rozpoznal také jeho učitel kreslení na gymnáziu. Díky jemu se Pešek mohl poprvé podívat na oblohu astronomickým dalekohledem. V patnácti letech získal Pešek svůj první malířský stojan a své zálibě v malování se začal věnovat vážněji.
Po maturitě nastoupil na Pražskou AVU k profesoru Karlu Mináři a později Vratislavu Nechlebovi. Po dvou letech studií akademii dobrovolně opustil a věnoval se poetickému surrealismu a především ilustrátorské tvorbě. V roce 1946 vyšla jeho první kniha „Lidé v kamení“, jejíž námět čerpal z krajiny pod Lysou horou. O rok později vyšla kniha „Tahouni“, třetí román s názvem „Dražba“, s jehož obsahem tehdejší režim nesouhlasil, vydán nebyl. Kvůli jeho politickému přesvědčení byl vyloučen ze Svazu československých výtvarných umělců a roku 1968 se svou ženou emigroval do Švýcarska, kde se věnoval malbě fantastických krajin z vesmírného prostředí. Maloval planetární svět a obrazy z vesmíru, díky kterým se řadí k zakladatelům Space artu, který se ujal především v USA. Jako ilustrátor spolupracoval s předními českými i zahraničními nakladatelstvími: Artia Praha, Penguin Books London, The Viking Press New York, National Geographic Society Washington D. C. a mnoha dalších.
V sedmdesátých letech se věnoval střídavě malířství a literatuře, jeho knihy vycházely v mnoha zemích a v různých jazycích. Spolupracoval s National Geographic Society a s vědci z NASA, astronomy i geology a stal se uznávanou autoritou a znalcem planetárních soustav, tvrdilo se, že jeho obrazy se shodují s tím, co později odhalily družicové snímky.
Svázanost vědeckých představ mu ale nestačila. Rozhodl se využít své fantazie, dlouholetých zkušeností, znalostí dějin včetně antiky a vrátil se k volné tvorbě. Vytvořil množství obrazů, v nichž je spojena jak reálná, tak snová skutečnost. Poslední kapitolou jeho výtvarné práce uzavírá dílo, které odkrývá bohatství představ, které se v něm usazovaly od mládí.
Po revoluci se často vracíval do rodné vlasti avšak zemřel ve švýcarské Stäfě 4. prosince 1999.

## Výběrová bibliofrafie
- Lidé v kamení (1946), román z Beskyd, odehrávající se na svazích Lysé hory.
- Tahouni'¨(1947), román s výraznou kritikou tejdejěí politické společnosti.
- Die Mondeexpedition (1969, Expedice na Měsíc), sci-fi román.
- Die Erde ist nah (1970, Země je blízko),  sci-fi román.
- Preis der Beute (1973, Cena kořisti), román pro mládež.
- Flug in die Welt von morgen (1975, Let do světa zítčka),  sci-fi román.
- Falle für Perseus (1976, Past na Persea), sci-fi román. česky 2020.

## Ocenění
- Čestné uznání v Jiráskově soutěži pro Památník v Praze na Žižkově za olejomalbu Přemyslova družina
- Čestné uznání za knihu Planety sluneční soustavy na Mezinárodním bienále ilustrací v Bratislavě
- Nominace na cenu Deutscher Jugendbuchpreis za knihu Expedice na Měsíc
- Ocenění v soutěži Nejkrásnější kniha roku Památníku národního písemnictví za knihu Planeta Země
- Cena za ilustrace ke knize the Moon and the Planets